# Эльяхин
Эльяхин (ивр. אליכין‎) — местный совет в Центральном округе Израиля.
Расположен примерно в 40 км к северо-востоку от центра Тель-Авива, в 10 км к северо-востоку от города Нетания и в 3 км к югу от города Хадера, на прибрежной равнине, на высоте 32 м над уровнем моря. Площадь совета составляет 1,66 км².
Эльяхин был основан в 1950 году как маабара (временный лагерь репатриантов) вблизи бывшей арабской деревни Залафа.

## Население
По данным Центрального статистического бюро Израиля, население на начало 2020 года составляло 3 415 человек.
Динамика численности населения по годам:
| 1961 | 1972 | 1983 | 1995 | 2005 | 2006 | 2009 | 2013 |
| ---- | ---- | ---- | ---- | ---- | ---- | ---- | ---- |
| 1967 | 1773 | 1498 | 1890 | 2623 | 2698 | 2981 | 3364 |